# Tomoki Imai
Tomoki Imai (今井 智基?, Imai Tomoki; Tokyo, 29 novembre 1990) è un calciatore giapponese, difensore del Western Utd.

## Carriera
Ha giocato nella prima divisione giapponese ed in quella australiana.

## Palmarès

### Competizioni nazionali
- Campionato australiano: 1

Western United: 2021-2022